# Zuid-India

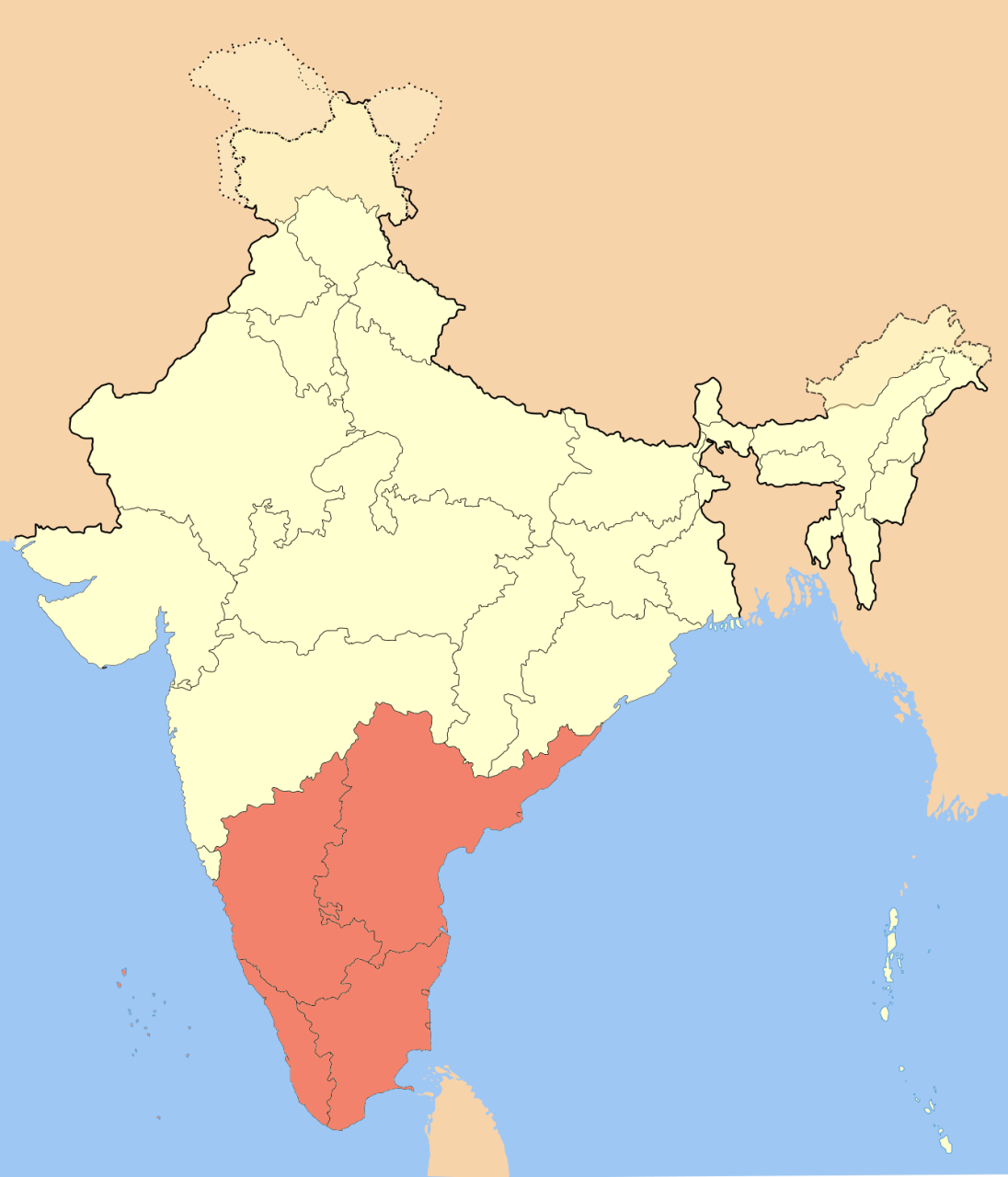
Locatie van Zuid-India binnen India.

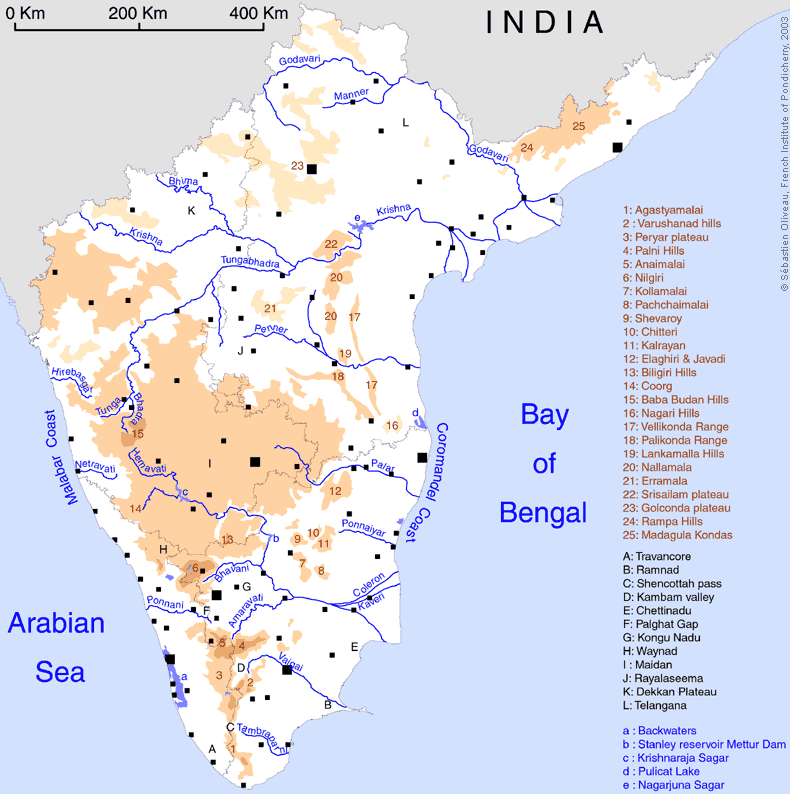
Overzichtskaart van Zuid-India.

Zuid-India is een geografische regio waarmee het zuidelijke gedeelte van India wordt aangeduid. Het gebied omvat vijf deelstaten (Tamil Nadu, Andhra Pradesh, Telangana, Karnataka en Kerala) en twee unieterritoria (Puducherry en de eilandengroep de Laccadiven). Tevens worden de Andamanen en Nicobaren, die als unieterritorum ook tot India behoren, soms tot Zuid-India gerekend. Deze eilandengroepen liggen zo'n 1200 km uit de oostkust van het Indiase vasteland. De Nicobaren beschikken met Indira Point over het zuidelijkste punt van India. Het zuidelijkste punt van het vasteland van India is Kanyakumari.
De oppervlakte van Zuid-India is 635.780 km² en het aantal inwoners ligt rond de 253 miljoen mensen (2011). In Zuid-India wonen hoofdzakelijk Dravidische volken en er worden daarom ook hoofdzakelijk Dravidische talen gesproken. Dit etnolinguïstische gegeven, samen met historische redenen, onderscheidt Zuid-India van de rest van India.

## Deelstaten en unieterritoria in Zuid-India
| Staat / territorium    | Hoofdstad                                 |
| ---------------------- | ----------------------------------------- |
| Andamanen en Nicobaren | Port Blair                                |
| Andhra Pradesh         | Haiderabad (de jure) Amaravati (de facto) |
| Karnataka              | Bangalore (Bengaluru)                     |
| Kerala                 | Trivandrum                                |
| Laccadiven             | Kavaratti                                 |
| Tamil Nadu             | Chennai                                   |
| Telangana              | Haiderabad                                |
| Puducherry             | Puducherry                                |

## Toerisme
Het Dravidische India ten zuiden van het Vindhyagebergte heeft op toeristisch gebied veel te bieden. De kusten van de Arabische Zee en de Golf van Bengalen ontmoet elkaar bij Kanyakumari, het zuidelijkste punt van het vasteland van India. Afgelegen stranden, dichte bossen en wildreservaten wisselen elkaar af. Tamil Nadu heeft bijvoorbeeld tal van oude tempels, die druk worden bezocht. De West-Ghats en de kust van Malabar in Kerala en Karnataka kennen veel natuur en een rijk cultureel erfgoed. Andhra Pradesh en Karnataka herbergen enkele historische plaatsen.
In 2004 werden grote delen van de kust van Tamil Nadu verwoest door een tsunami, die meer dan 10.000 levens eiste. Ook delen van Kerala en Andhra Pradesh werden door de vloedgolf getroffen.

### Vervoer
Er gaan binnenlandse en internationale vluchten naar de hoofdsteden Chennai, Trivandrum, Haiderabad en Bangalore. Een uitgebreid wegen- en spoorwegnet verbindt de kleinere steden met elkaar. Een speciale trein is de Blue Mountain Train van Coimbatore naar Ooty. Er gaan regelmatig vluchten van Calcutta en Chennai naar de Andamanen en van Kochi (Kerala) naar Agati (Laccadiven). Van Kochi vertrekken cruiseschepen naar de Laccadiven, van Chennai, Calcutta en Visakhapatnam naar de Andamanen.